# Aki (provincia)

Mappa delle province giapponesi con la provincia di Aki evidenziata

La provincia di Aki (安芸国?, Aki No Kuni) o Geishuu (芸州?, Geishū) fu una provincia del Giappone nella regione di Chūgoku nella parte occidentale dell'isola di Honshū, che comprende la parte occidentale della corrente prefettura di Hiroshima.

## Storia
Quando l'Imperatore Shōmu ordinò che ci dovessero essere due templi ufficiali per ogni provincia (uno per i monaci buddhisti maschi ed uno per le monache), due templi furono fondati nella provincia di Aki, con sede nell'attuale Higashihiroshima.
A partire dal tardo periodo Heian (XII secolo), la provincia di Aki divenne conosciuta come il sito del Tempio di Itsukushima, sull'isola di Miyajima (un buon porto di mare di importanza strategica). Taira no Kiyomori donò un nuovo gruppo di edifici e pergamene sutra
Nel periodo Sengoku fu la sede originale del clan Mōri fino XVI secolo. Nel 1555 Mōri Motonari vinse la Battaglia di Itsukushima contro Sue Harutaka e stabilì la sua base di potere nella parte occidentale di Honshū. Mōri Terumoto, membro del Consiglio dei cinque reggenti per il figlio ed erede di Toyotomi Hideyoshi si alleò con Ishida Mitsunari prima della Battaglia di Sekigahara nel 1600 e perse Aki e molti altri suoi domini.
Dopo un breve regno di Masanori Fukushima, nel 1619 Asano Nagaakira venne nominato daimyō di Hiroshima, con una rendita di 420.000 koku. Fino alla Restaurazione Meiji gli Asano governarono praticamente tutta la provincia.
La provincia di Aki venne abolita nel 1871 e rimpiazzata dalla prefettura di Hiroshima. Dopo alcune fusioni con altre province l'area corrente della prefettura venne stabilita.